# Calle de las Hilanderas
La calle de las Hilanderas es una vía pública de la ciudad española de Segovia.

## Descripción
La vía, que nace en el punto en que se encuentran la calle de San Francisco y la de la Muerte y la Vida, se bifurca luego y llega por un lado a la de la Independencia y por otro a la de Severo Ochoa. Aparece descrita en Las calles de Segovia (1918) de Mariano Sáez y Romero con las siguientes palabras:

Hilanderas.—Desde la calle de la Muerte y la Vida llega a la de la Asunción. [...] Fueron reduciéndose las mujeres que hilaban, y ya apenas hay alguna que hile en la clase baja y en las aldeas. En Segovia, hasta mediados del siglo pasado, y a la salida de esta calle para entrar en la de la Marrana y de la Asunción, se ponían las vecinas a las puertas con sus ruecas y allí o dentro, hilaban para sí y para la venta, telas que eran codiciadas como más fuertes y duraderas. Hoy esto ya ha desaparecido, pero bien haya el recuerdo en el nombre de esta calle de esta pequeña industria casera.
(Sáez y Romero, 1918, pp. 82-83)